# Луґі-Уйські
Луґі-Уйські (пол. Ługi Ujskie, нім. Usch Hauland) — село в Польщі, у гміні Уйсьце Пільського повіту Великопольського воєводства.
Населення — 573 особи (2011).
У 1975-1998 роках село належало до Пільського воєводства.

## Демографія
Демографічна структура станом на 31 березня 2011 року:
|          | Загалом | Допрацездатний вік | Працездатний вік | Постпрацездатний вік |
| -------- | ------- | ------------------ | ---------------- | -------------------- |
| Чоловіки | 286     | 81                 | 187              | 18                   |
| Жінки    | 287     | 60                 | 179              | 48                   |
| Разом    | 573     | 141                | 366              | 66                   |